# Bruce Graham

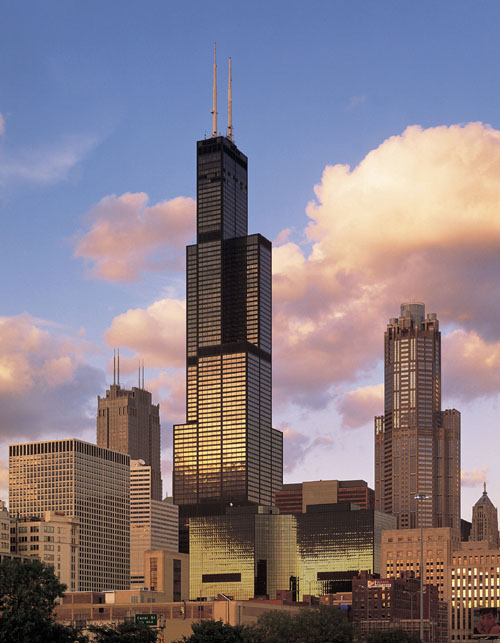
La Torre Sears de Chicago, su obra emblemática

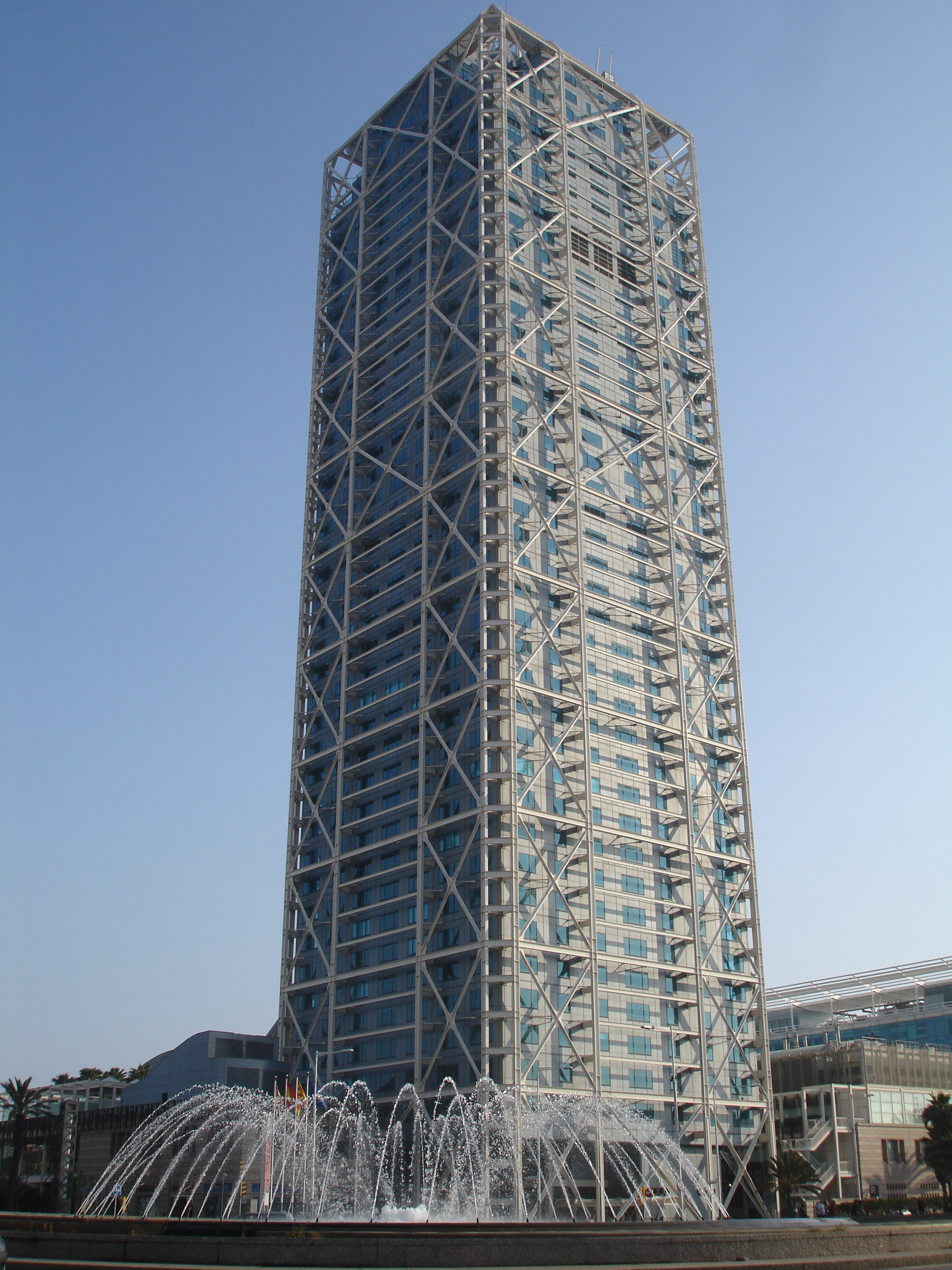
Hotel Arts, Barcelona 1992

Bruce Graham (La Cumbre, Valle del Cauca, Colombia, 1 de diciembre de 1925 - Hobe Sound, Jupiter, Florida, Estados Unidos, 6 de marzo de 2010) fue un arquitecto colombiano naturalizado estadounidense nacido de padre escocés y madre peruana.
Entre sus edificios más notables destaca la torre Sears, el edificio Inland Steel y el John Hancock Center. Graham desempeñó un papel clave en el diseño de Broadgate y Canary Wharf en la ciudad de Londres.

## Trayectoria
Creció en Puerto Rico, se educó en Estados Unidos y se unió a la marina norteamericana durante la Segunda Guerra Mundial.
Estudió en la Universidad de Dayton (Ohio) y en la Escuela Case de Ciencias Aplicadas de Cleveland, Ohio, graduándose en arquitectura en la Universidad de Pensilvania en 1948. 
Dirigió la oficina de Chicago de Skidmore, Owings and Merrill, la oficina de arquitectura más grande en los Estados Unidos. 

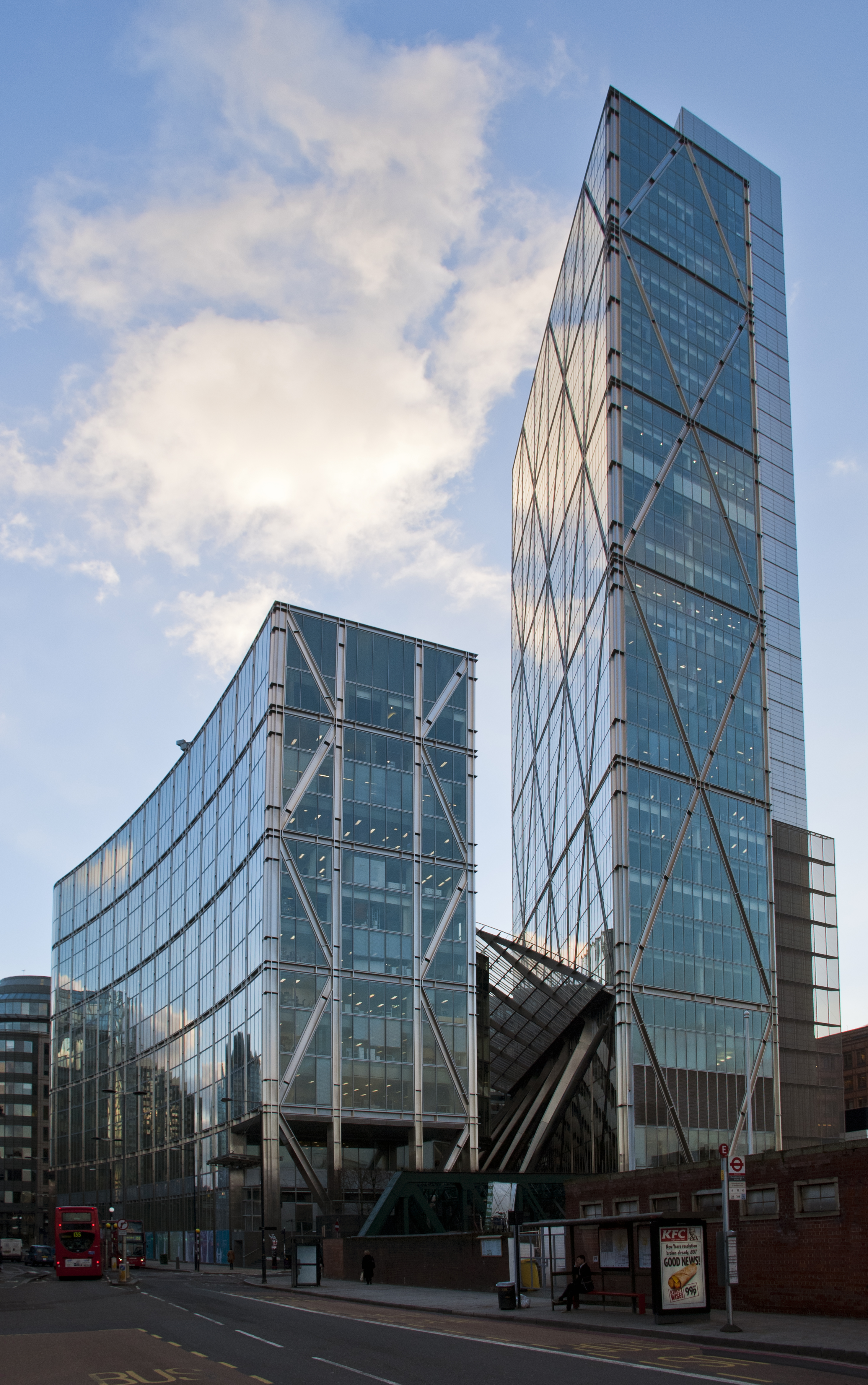
Broadgate Tower

Estuvo profundamente involucrado en muchos aspectos del desarrollo de la ciudad de Chicago, desde la planificación de la ciudad, hasta la participación en proyectos individuales. 
Proyectó obras por todo el mundo, desde su casa en Chicago, a Guatemala, Hong Kong, Londres, El Cairo, y muchas otras ciudades. 
Estuvo muy involucrado con la Universidad de Pensilvania, en especial en la Escuela de Bellas Artes. Opinaba que los profesores de arquitectura deben practicarla y estar involucrados en ella. Su compromiso con el estudio de la Teoría de Arquitectura le condujo a la creación de la Fundación SOM. También enseñó arquitectura en Harvard. 
Bruce Graham fue un gran coleccionista de arte y amigo Alexander Calder, Joan Miró, Eduardo Chillida, Chryssa, y otros, invitando a los artistas a crear obras de arte para la ciudad de Chicago. Ávido lector y viajero, en su opinión el arquitecto debe estar formado en filosofía, historia, música y literatura para construir grandes monumentos.
De su matrimonio con la diseñadora austríaca Jane (fallecida en 2004) tuvo un hijo, George, y dos hijas, Lisa y Mara.

## Filosofía de diseño

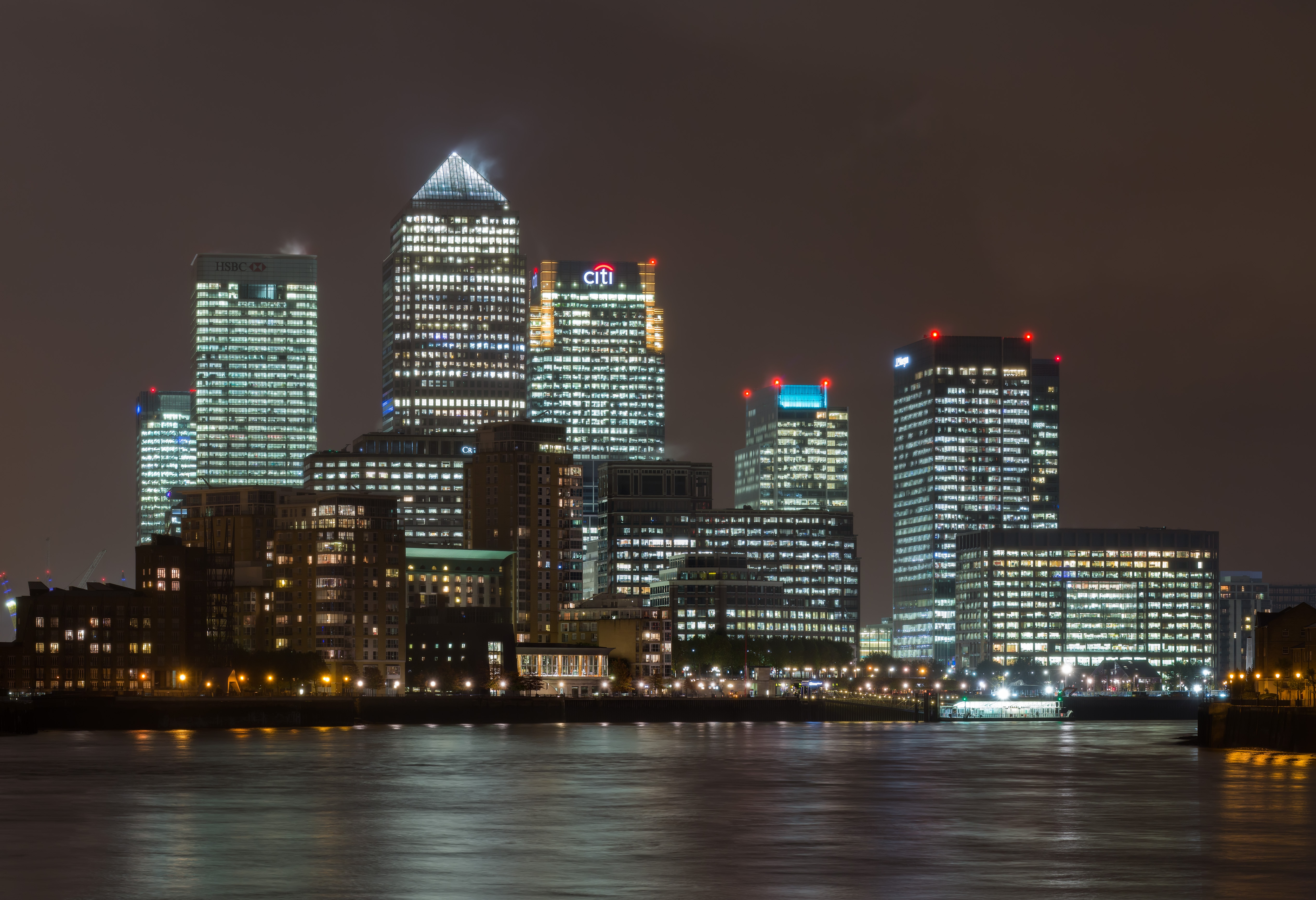
Canary Wharf Skyline - 2012

Graham había estudiado ingeniería estructural en Case Western y aportó ese conocimiento y respeto por la estructura de un edificio a todos sus edificios. El edificio Hancock, en particular, utiliza un diseño estructural para la expresión estética. Graham expresó más tarde esto también en el Hotel Arts de Barcelona y en muchos otros edificios, incluidos sus edificios en Londres en Broadgate. Bruce Graham creía firmemente que la arquitectura como la danza y la música eran una combinación de estructura y belleza. Creía que estas formas de arte representaban los más altos logros de la cultura. Al igual que otras formas de arte, Graham creía que la arquitectura era un resultado y un reflejo de la moral de la cultura en la que se construyó.

## Proyectos en Inglaterra
Graham dejó una gran influencia en Londres, donde fue responsable de diseñar los planes maestros para los desarrollos masivos de Broadgate y Canary Wharf. También diseñó nueve edificios en Londres.
Graham dijo: "Diseñamos nuestros edificios para los habitantes y para aquellos que los ven desde la calle. Intentamos diseñar edificios que sean parte de Londres, no como una imitación de estilos de época, sino como una invención".